# Johann Schober

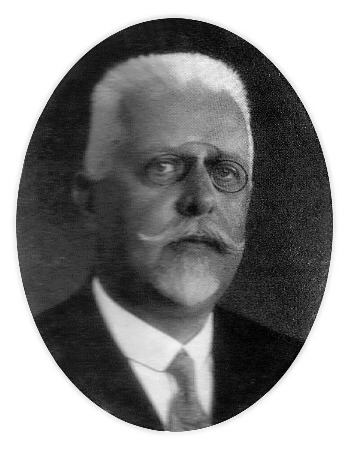
Johann Schober, ca. 1932

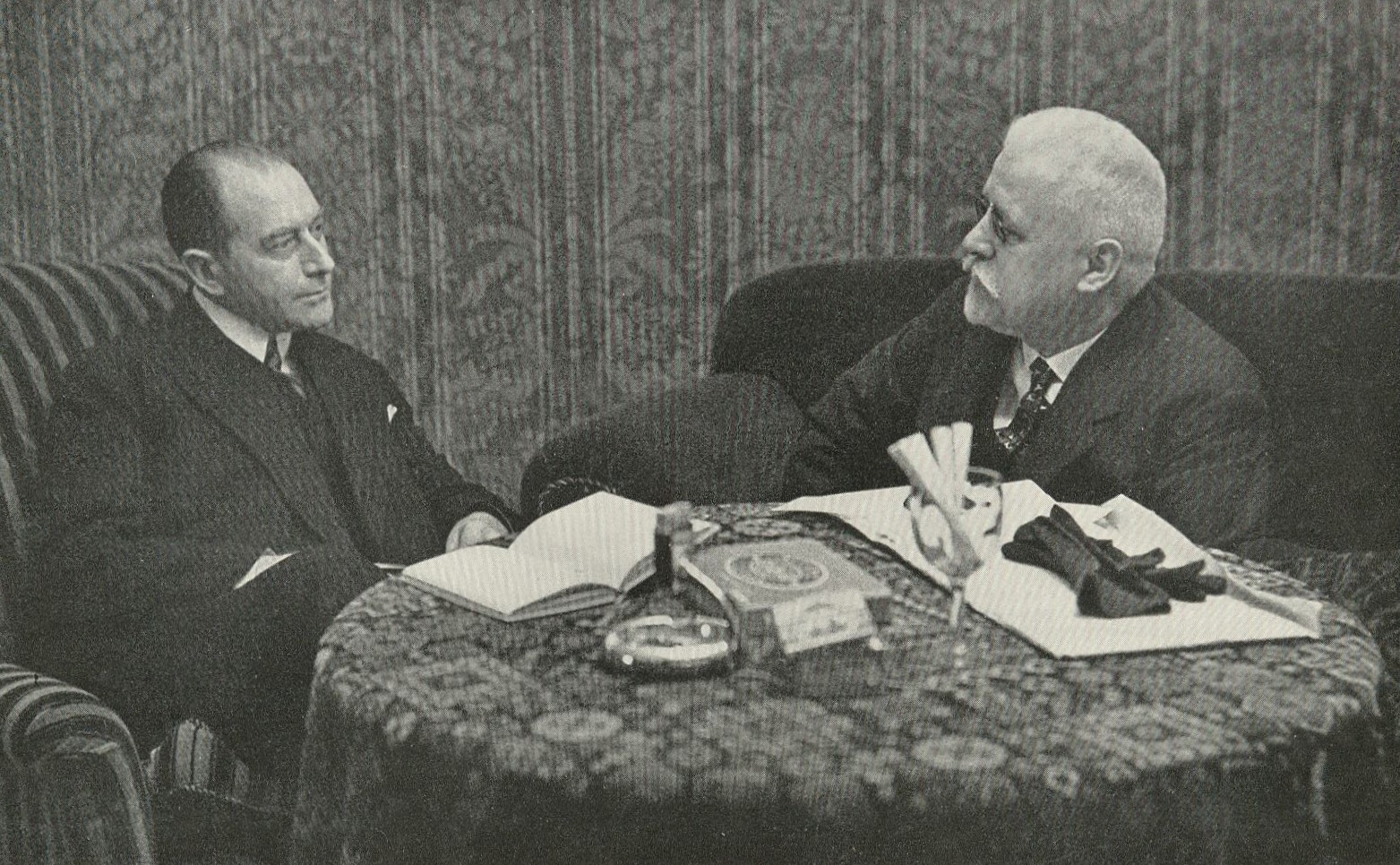
Erich Salomon: Julius Curtius und Johann Schober, 1929

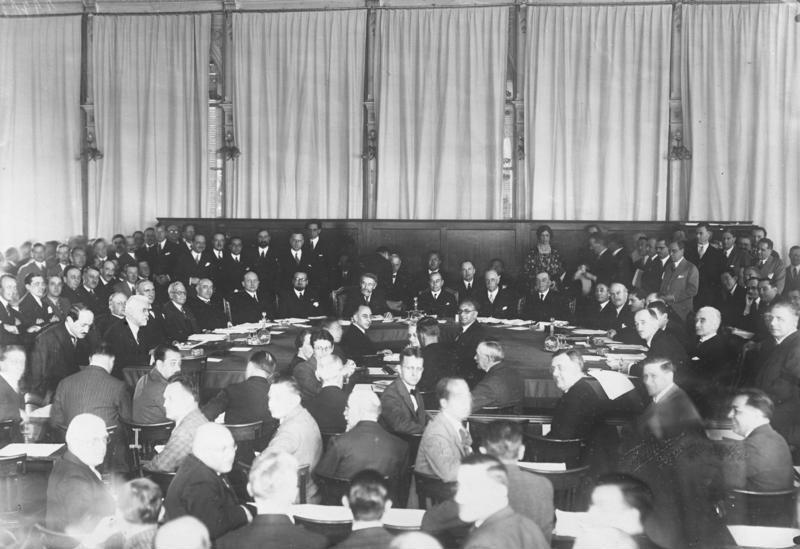
Johann Schober bei der Tagung des Europa-Comités in Genf, Mai 1931

Johann Schober (eigentlich Johannes Schober, * 14. November 1874 in Perg, Oberösterreich; † 19. August 1932 in Baden bei Wien, Niederösterreich) war ein österreichischer Beamter und Politiker. In den Jahren 1921/22 und 1929/30 amtierte er als Bundeskanzler, zudem war er mehrfacher Minister.

## Leben
Johann Schober wurde als zehntes Kind des Amtsdieners Franz (1836–1898) und seiner Frau Klara Schober (geb. Lehmann) in Perg 41, heute Doktor-Schober-Straße 2, geboren. 1894 begann er in Wien das Studium der Rechtswissenschaft und gehörte dort dem Akademischen Gesangsverein (AGV) an (heute: fakultativ schlagende Universitäts-Sängerschaft Barden zu Wien).
1898 trat er seinen Dienst als Polizeibeamter in Wien an. Als Polizeirat war er u. a. einer der führenden Ermittler in der 1913 enthüllten Spionageaffäre um den Leiter des Evidenzbüros, Alfred Redl, und trug maßgeblich zur Aufklärung bei. Schober war vom 11. Juni 1918 bis zu seinem Tod mit Unterbrechungen aufgrund seiner Amtszeiten als Bundeskanzler bzw. Vizekanzler Leiter der Bundespolizeidirektion Wien. Vom 30. November 1918 an war er zudem Polizeipräsident von Wien. Noch von Kaiser Karl I. auf Vorschlag des k.k. Ministeriums Seidler mit der Leitung der k.k. Polizeidirektion betraut, hatte er fünf Monate später den Übergang zum neu gegründeten Staat Deutschösterreich zu begleiten, dessen Staatsrat (mit Staatskanzler Karl Renner) ihn definitiv zum Polizeipräsidenten bestellte.
Am 21. Juni 1921 wurde er durch den Nationalrat gegen die Stimmen der Sozialdemokraten zum Bundeskanzler gewählt. Er bildete die Bundesregierung Schober I, eine Regierung, in der mehrheitlich Beamte vertreten waren und die von der Christlichsozialen und der Großdeutschen Partei unterstützt wurde.
Schober war gleichzeitig Außenminister. Am 13. Oktober 1921 unterzeichnete er das „Protokoll von Venedig“, mit dem die Durchführung einer Volksabstimmung über die Zugehörigkeit von Ödenburg (ungarisch Sopron) vereinbart wurde. Am 16. Dezember 1921 schloss er auf Schloss Lana bei Prag mit der Tschechoslowakei den Vertrag von Lana über die gegenseitige Anerkennung der Grenzen. Da Schober damit auf das Selbstbestimmungsrecht der Sudetendeutschen verzichtet hatte, verließ der einzige großdeutsche Minister, Leopold Waber, die Regierung und Schober trat am 26. Jänner 1922 zurück.
Am 26. Jänner 1922 leitete Walter Breisky einen Tag lang die Regierung. Bereits tags darauf jedoch konnte Schober seine neue Regierung, die Bundesregierung Schober II, im Parlament vorstellen, die wieder aus Beamten und drei Ministern der Christlichsozialen Partei bestand. Schober wurde gleichzeitig Innenminister und gab dafür das Außenministerium ab. Da Sozialdemokraten und Großdeutsche im Parlament einen Zusatzkredit ablehnten, trat Schober am 24. Mai 1922 mit seiner Regierung zurück.
Es folgte die Bundesregierung Seipel I. Nun wieder als Polizeipräsident aktiv, wurde Schober der erste Präsident der am 10. September 1923 in Wien gegründeten Interpol. In seiner Funktion als Polizeipräsident war er für die blutige Niederschlagung der Julirevolte 1927 verantwortlich. Schober hatte die Polizei dazu legitimiert, im Notfall der Feuerwehr auch mit Waffengewalt Zugang zum brennenden Justizpalast zu verschaffen; dabei wurden auch viele flüchtende Demonstranten erschossen. Die Folgen wurden von der Regierung Seipel als unvermeidlich und von Gegnern wie Karl Kraus (Plakattext: Ich fordere Sie auf, abzutreten.) als unverzeihlich betrachtet.
Am 26. September 1929 wurde Schober zum dritten Mal Bundeskanzler und bildete eine Regierung aus parteilosen Ministern und Vertretern der Christlichsozialen und der Großdeutschen Partei sowie des Landbundes. Am 7. Dezember 1929 wurde vom Parlament einstimmig eine wesentliche Verfassungsreform beschlossen, durch die der Bundespräsident, 1928–1938 Wilhelm Miklas, mehr Rechte erhielt: Der Bundeskanzler wird seither nicht mehr vom Nationalrat gewählt, sondern vom Bundespräsidenten ernannt, wenngleich er durch ein Misstrauensvotum des Nationalrats abberufen werden kann.
Am 20. Jänner 1930 erreichte Schober die Beendigung der im Vertrag von Saint-Germain 1919 der Republik Österreich auferlegten Reparationszahlungen im Gefolge des Ersten Weltkriegs. Dadurch wurden die Auswirkungen der Weltwirtschaftskrise 1929 abgeschwächt. Am 6. Februar 1930 unterzeichnete er einen Freundschaftsvertrag zwischen Österreich und dem faschistischen Italien und schloss ein Handelsabkommen mit dem noch demokratischen Deutschen Reich.
Schober scheiterte beim Versuch, die Wehrverbände Schutzbund und Heimwehr zu entwaffnen. Die Heimwehr reagierte am 18. Mai 1930 im Korneuburger Eid mit einer Absage an den demokratischen Parlamentarismus. Die Ausweisung des deutschen Staatsbürgers und Heimwehrführers Waldemar Pabst am 15. Juni 1930 führte zum endgültigen Bruch mit der Heimwehrbewegung. Der Rücktritt des christlichsozialen Vizekanzlers Carl Vaugoin im Zuge der Strafella-Affäre zwang Schober am 25. September 1930, mit seiner Regierung zurückzutreten.
Bei der Nationalratswahl am 9. November 1930 war er Listenführer des Wahlbündnisses aus Großdeutscher Volkspartei und Landbund („Schober-Block“), das 19 Mandate erreichte. Vom 4. Dezember 1930 bis zum 16. Juni 1931 war er Vizekanzler und Außenminister in der Regierung Ender. Er führte im März 1931 mit dem deutschen Außenminister Julius Curtius geheime Verhandlungen über eine Zollunion. Der Vertrag wurde am 19. März unterzeichnet; nach einer Indiskretion wurde die Unterzeichnung am 17. März von der Zeitung Neue Freie Presse gemeldet. Frankreich, Italien und die Tschechoslowakei legten Proteste dagegen ein, und am 3. September 1931 erklärte Schober vor dem Völkerbund in Genf, die Zollunion werde nicht mehr weiter verfolgt.
Am 20. Juni 1931 wurde er wieder Vizekanzler und Außenminister, und zwar in der Regierung Buresch. Da die Angriffe der Christlichsozialen Partei auf ihn immer stärker wurden, trat er am 27. Jänner 1932 mit der Großdeutschen Volkspartei (GDVP) aus der Koalitionsregierung aus. Bei den Landtagswahlen am 24. April 1932 in Wien, in Niederösterreich und in Salzburg verlor die GDVP fast alle Stimmen an die Nationalsozialisten. Als Engelbert Dollfuß am 10. Mai 1932 von Bundespräsident Wilhelm Miklas mit der Regierungsbildung beauftragt wurde, lehnte Schober eine Koalition ab.
Wenige Tage nach dem Ableben von Ignaz Seipel (2. August) starb Johann Schober am 19. August 1932 in Baden bei Wien überraschend im Alter von 57 Jahren. Sein Grab befindet sich auf dem Friedhof in Perg im oberösterreichischen Mühlviertel.

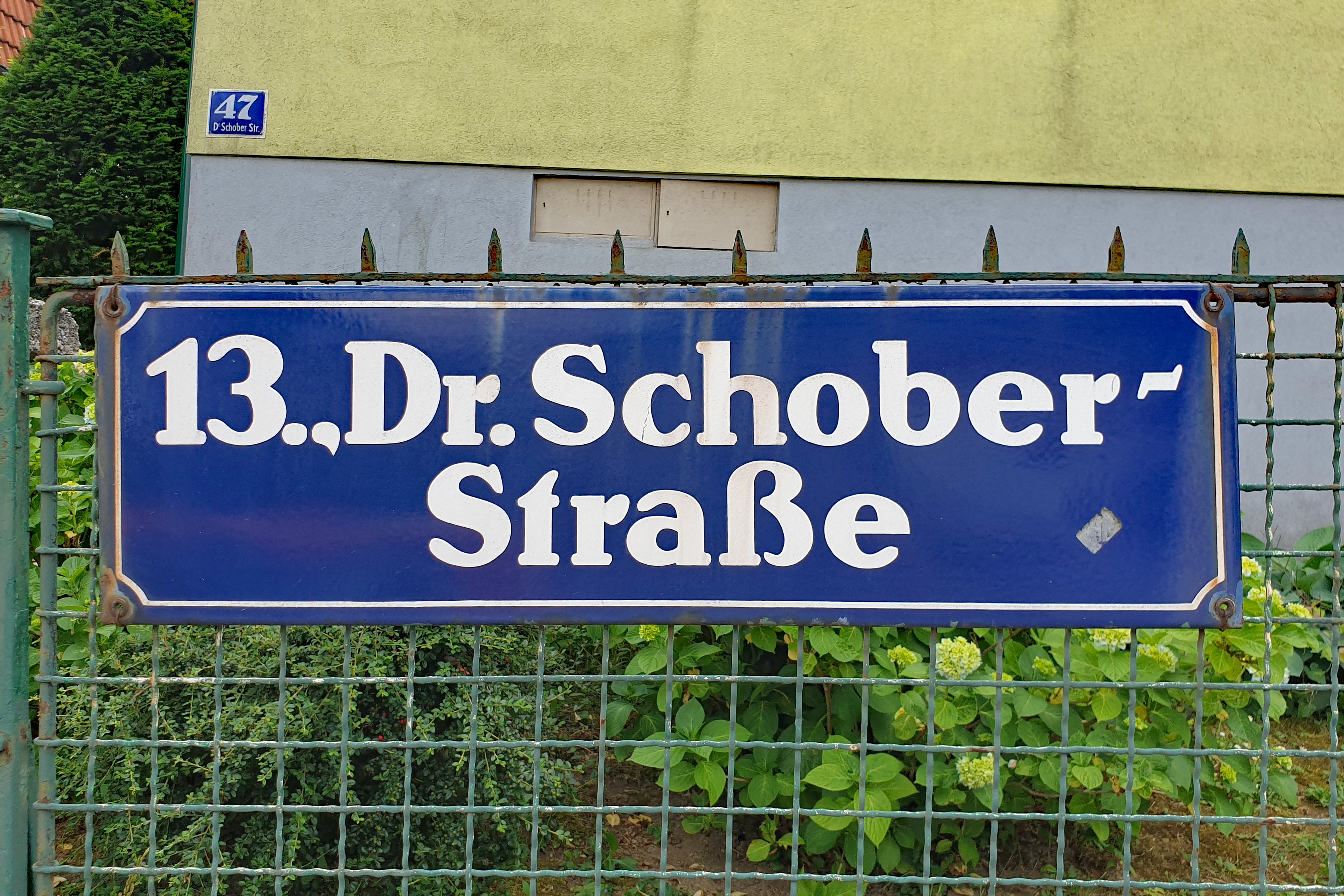
Straßenschild Dr.-Schober-Straße in Wien

Am Tag seines Begräbnisses, dem 24. August 1932, wurde in Perg mit einstimmigem Gemeindebeschluss die frühere Badgasse in Dr.-Johann-Schober-Straße umbenannt (⊙). Im gleichen Jahr wurde in der damals zur Gemeinde Mauer bei Wien gehörigen Polizeisiedlung, seit 1938 Teil des 13. Wiener Gemeindebezirks, Hietzing, die Dr.-Schober-Straße nach ihm benannt (⊙).
Schobers Initiative ist es zu verdanken, dass am 7. September 1923 in Wien die Internationale Kriminalpolizeiliche Kommission (IKPK) gegründet wurde, deren erster Präsident Schober bis zu seinem Tod war. 1946 ging aus der IKPK die Interpol hervor, deren Sitz in Lyon (Frankreich) angesiedelt wurde. In ihrer Zentrale steht eine Schober-Büste.

## Tondokumente
- Johann Schober im Originalton: Radioansprache aus dem Jahr 1930
- Das Schoberlied von Karl Kraus (1930)